# 田城貴之
田城 貴之（たしろ たかゆき、1992年3月24日 - ）は、日本の元男子バレーボール選手。

## 来歴
北海道岩見沢市出身。学校に野球部がなかったのをきっかけにバレーボールを始める。
とわの森三愛高等学校から一般入試で筑波大学に進学。筑波大学時代はつくばユナイテッドSun GAIAにもインターンで所属し、大学リーグだけでなくV・チャレンジリーグ（当時の2部リーグ）にも出場した。
2014年初めにV・プレミアリーグ所属のパナソニックパンサーズの内定選手となった。
パナソニックではなかなか出場機会に恵まれず、2017年、V・チャレンジリーグII（当時の3部リーグ）所属で地元・北海道のチームでもあるヴォレアス北海道に移籍。チームは2019年にV2リーグ昇格、2023年にV1リーグ昇格を果たした。
2025年2月、2024-25シーズンでの現役引退を表明した。5月9日に引退選手として公示。

## 人物
- 弟の田城広光は2018年から2022年までヴォレアスに所属していた。同じポジションであり、進学した高校・大学も同じであった[9][10]。
- ヴォレアス入団後は選手と並行して運営企業である株式会社VOREASの営業社員として勤務。2022年からは営業部門の責任者を務めている[7]。

## 所属チーム
- とわの森三愛高等学校
- 筑波大学（2010-2014年）
  - つくばユナイテッドSun GAIA #14（インターン、2010-2013年）
- パナソニックパンサーズ（2014-2017年） #14
- ヴォレアス北海道（2017-2025年） #3